# Asztalnokmester
L'Asztalnokmester, parfois traduit en français par maître de la table ou maître des intendants (en hongrois : Asztalnokmester ou étekfogómester; en allemand : Königliche Obertruchsess ; en latin : dapiferorum regalium magistri ou magister dapiferorum) est un des grands officiers de la Maison royal du royaume de Hongrie. Ils sont inclus parmi les « vrais barons » du royaume. Cet office exista du XIIIe au XVIe siècle.